# Hadja Fatoumata Yèbhè Bah
Pour les articles homonymes, voir Bah (patronyme).
Hadja Fatoumata Yèbhè Bah est une agronome et femme politique guinéenne.
Depuis janvier 2022, elle est conseillère au sein du Conseil national de la transition (CNT) de la République de Guinée en tant que représentante des organisations des femmes,.

## Parcours

### CNT
En novembre 2024, dans le cadre de la vulgarisation de l'avant projet de la constitution guinéenne, Hadja Fatoumata Yebhé Bah est la chef de mission de la délégation du CNT envoyer dans les 13 sous-préfectures de Mali, afin de dialogue avec les citoyens de Mali,.
Lors de la sixième législature de la CEDEAO pour la période 2024-2028, elle a été désigné par l'institution parlementaire guinéenne pour la représenter.